# Партия народа свободной Индонезии
Па́ртия наро́да свобо́дной Индоне́зии (индон. Partai Rakyat Indonesia Merdeka, PRIM)  — политическая партия Индонезии. Пользовалась популярностью преимущественно среди сунданского населения Западной Явы . На парламентских выборах 1955 года получила 72 523 голоса (0,2 %), от партии в парламент был избран один депутат . В парламенте партия вошла в состав Фракции сторонников провозглашения.